# DTM EP
「DTM EP」（ディー・ティー・エム・イー・ピー）は、BACK-ONの配信限定EP。2015年10月30日にcutting edgeから配信された。

## 概要
「ライブ感」をメインテーマに作られており、90年代の音楽をフィーチャーしている。

## 収録曲
1. DTM [3:45]
THE PRODIGYやケミカル・ブラザーズなど、エレクトロとロックが融合したアーティストのサウンドを意識して作られた[2]。
2. AMANOJAKU [3:05]
KENJI03曰く、テンポ感的には「ニブンノイチ」に近いが、メロディには和のテイストを入れているという[3]。
3. DISLIKE [3:09]
デモを聴きメッセージ性の強い歌詞を書きたいと思ったTEEDAが、イラッとくることを歌詞にした楽曲。SNSの繋がりに依存せず、繋がっていることをLIVEなどでしっかり確かめ合いたいという思いが込められている[4]。